# 米拉 (阿尔及利亚)
米拉是阿尔及利亚东北部米拉省省会城市，2008年人口为69052人。米拉最早在古希腊地理学家托勒密的著作中提及。古罗马时期位于努米底亚行省。6世纪时，拜占庭皇帝查士丁尼在此修建城池并保留至今。